# Ivan Štironja

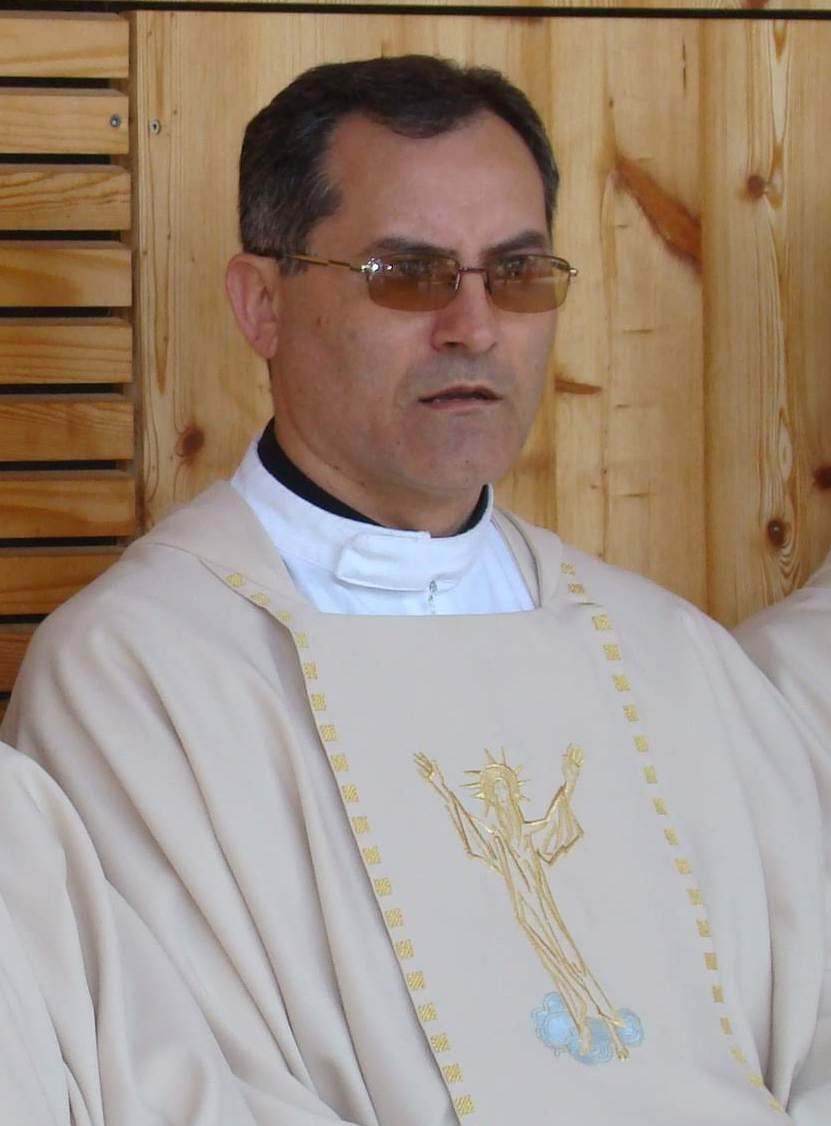
Ivan Štironja (2009)

Wappen als Bischof von Kotor

Ivan Štironja (* 10. Mai 1960 in Pješivac, SFR Jugoslawien) ist ein kroatischer römisch-katholischer Geistlicher und Bischof von Poreč-Pula.

## Leben
Ivan Štironja trat 1975 in das Knabenseminar in Dubrovnik ein, an dem er 1979 die Hochschulreife erwarb. Ab 1980 studierte er Katholische Theologie am Priesterseminar des Erzbistums Vrhbosna in Sarajewo und empfing am 29. Juni 1986 das Sakrament der Priesterweihe für das Bistum Trebinje-Mrkan.
Nach ersten Aufgaben in der Pfarrseelsorge war er von 1988 bis 1992 im Bistum Iringa in Tansania als Pfarrer tätig. Nach kurzer Tätigkeit in Mostar (Bosnien-Herzegowina) leitete er anschließend von 1993 bis 1996 die kroatische Gemeinde in Oakville im Bistum Hamilton in Kanada. Von 1996 bis 1998 studierte er am Institut für Pastoralliturgie in Padua (Italien). Nach der Rückkehr nach Mostar war er von 1999 bis 2011 Dompfarrer an der Kathedrale und Diözesandirektor für die Mission sowie von 2002 bis 2011 Bischofsvikar im Bistum Mostar-Duvno für die Seelsorge. Von 2011 bis 2016 war er Nationaldirektor der Päpstlichen Missionswerke für Bosnien-Herzegowina. Von 2016 bis 2020 war er Pfarrer in Studenci (Bistum Mostar-Duvno) und Rektor des dortigen Diözesanheiligtums vom Heiligen Herzen Jesu.
Papst Franziskus ernannte ihn am 22. Dezember 2020 zum Bischof von Kotor in Montenegro. Am 7. April des folgenden Jahres spendete ihm der Erzbischof von Split-Makarska, Marin Barišić, in der Kathedrale von Mostar die Bischofsweihe. Mitkonsekratoren waren der Erzbischof von Bar, Rrok Gjonlleshaj, und der Bischof von Mostar-Duvno, Petar Palić. Die Amtseinführung fand am 27. April 2021 statt.
Am 31. Januar 2023 wurde er von Papst Franziskus zum Bischof von Poreč-Pula ernannt. Die Amtseinführung fand am 18. März desselben Jahres statt.